# Maki Miró Quesada
María del Carmen «Maki» Miró Quesada Arias (Lima, 1949) es una escritora, periodista y exdiplomatica peruana. Desde 2024, es la presidenta del Grupo Plural TV, un consorcio mediático peruano.

## Biografía
Hija de Enrique Alejandro Miró Quesada Laos y Cecilia Arias Espinosa. Nieta del político y periodista peruano Antonio Miró Quesada de la Guerra, sobrina del expresidente panameño Ricardo Arias Espinosa y bisnieta del político panameño Manuel Espinosa Batista.
Nació en la ciudad de Lima y estudió en el Colegio Villa María; a los pocos años, su familia se trasladó a Panamá. Tres años después, María del Carmen se trasladó a Suiza, en dónde estudió en un internado en Lausana. Durante su adolescencia, pasó los inviernos en Sankt Moritz, Suiza, en donde con su familia asistían al exclusivo Club de Ski Corviglia y al Badrutt's Palace Hotel.
Estudió Historia de la Literatura en la Universidad de Friburgo en Suiza, así como Literatura Francesa en la Universidad de Nancy en Francia.
Al regresar a Perú, se inscribió en el partido Acción Popular y participó en campañas electorales. Postuló al Concejo Municipal de San Isidro, en la lista de Alberto Conroy Mena, quien resultó elegido como alcalde por Acción Popular. Sin embargo, Miró Quesada no alcanzó un asiento en el Concejo.
Posteriormente, se dedicó al diseño de interiores y como tal fue directora de Interiors, empresa de venta de muebles en Ginebra, así como otra de nombre Syllian Collections en Nueva York. 
Desde 1990 fue pareja de Manuel Ulloa Elías, con quien convivió hasta el 9 de agosto de 1992, fecha de la muerte del exministro. María del Carmen y Manuel Ulloa se comprometieron en mayo de 1992.
De 1995 a 1998 trabajó como asistente personal de Ronald Owen Perelman, empresario dueño del holding MacAndrews & Forbes.
En febrero de 2002 fue designada agregada cultural del Perú en la Embajada en París, cargo que ocupó hasta diciembre del mismo año durante la gestión del embajador Javier Pérez de Cuéllar.
En julio de 2005 se casó en París con el empresario belga Thierry Mutsaars.
Fue presidenta del Comité de Formación de Colecciones y miembro del Consejo Directivo del Patronato de las Artes del Museo de Arte de Lima.
En el año 2017, se anuncia el nombramiento de Miró Quesada como embajadora del Perú en Argentina.
Ha sido miembro del directorio de la empresa editorial El Comercio. De 1996 a 2016 fue columnista de las secciones Luces y Mundo diario El Comercio y de 2019 a 2020 escribió en el diario Perú21.
Desde el 2024, fue elegida presidenta de la compañía peruana de radiodifusión, empresa operadora de América Televisión.

## Publicaciones
- Memorias de una Transgresora (2018)
- Social Climbing (2014)
- De París a la Patagonia (2011)